# Shin'ichi Fukuda
Pour les articles homonymes, voir Fukuda.
À ne pas confondre avec le guitariste Shin-Ichi Fukuda.
福田 晋一 (Fukuda Shin'ichi)
Œuvres principales
- Sexy Cosplay Doll

Shin'ichi Fukuda (福田 晋一, Fukuda Shin'ichi) est une mangaka connue pour son œuvre Sexy Cosplay Doll.

## Biographie
En 2006, elle remporte le prix d'encouragement Kadokawa du nouveau mangaka (ja), catégorie Ace. Après avoir publié de nombreux one-shots dans le magazine Monthly Shōnen Ace de Kadokawa, elle débute son premier manga en 2009, Shibaraku (ja) (シバラク). Son second manga est Momoiro Meloik (ja) (桃色メロイック), au début publié en tant que one-shot en 2011, mais plus tard sérialisé de 2012 à 2016 dans Young King (en) de Shōnen Gahōsha. 
En janvier 2018, Fukuda commence la rédaction de Sexy Cosplay Doll, un manga d'amour ayant pour thème le cosplay. Fukuda conçoit l'idée après que son ancienne éditrice lui ait glissé un mot sur le monde du cosplay, ce qui a intéressé la mangaka. Avec la maison d'édition, ils conviennent que le public cible serait les jeunes hommes qui aiment les « filles douces ». Plusieurs versions ont été rédigées avant que celle actuelle soit choisie. Le manga est sérialisé dans Young Gangan de Square Enix et devient un succès commercial et médiatique. En 2020, le manga remporte le Prix du comic électronique (ja), catégorie choix des hommes. En avril 2021, plus de 2,5 millions de copies avaient été vendues. Une série télévisée d'animation est produite en 2022,. En septembre 2022, le manga franchit la barre des 7,5 millions de copies vendues.

## Principales œuvres
- Shibaraku (ja) (シバラク?), sérialisé dans Monthly Shōnen Ace de décembre 2009 à avril 2011, publié en deux volumes par Kadokawa Shoten.
- Momoiro Meloik (ja) (桃色メロイック, Momoiro meloikku?), sérialisé dans Young King de février 2012 à 2019, numéro 19, publié en dix volumes par Shōnen Gahōsha.
- Sexy Cosplay Doll (その着せ替え人形は恋をする, Sono bisuke dōru wa koi wo suru?), sérialisé dans Young Gangan de janvier 2018 à mars 2025, publié en quinze volumes par Square Enix.